# سوفیا آزناووریان
سوفیا ماتئوسی آزناووریان (ارمنی: Սոֆյա Մաթևոսի Ազնաուրյան؛  زادهٔ ۳ ژوئیهٔ ۱۹۵۹) آهنگساز، روزنامه‌نگار اهل ارمنستان است.

## زندگی‌نامه
وی در ۳ ژوئیهٔ ۱۹۵۹ ‏در کراسنودار به دنیا آمد و از کنسرواتوار دولتی کومیتاس ایروان (۱۹۸۳) فارغ‌التحصیل گشت. وی عضو اتحادیه آهنگسازان ارمنستان و اتحادیه روزنامه‌نگاران ارمنستان می‌باشد. وی در دانشگاه دولتی علوم پرورشی خاچاطور آبوویان ارمنستان، کنسرواتوار دولتی کومیتاس ایروان و انستیتو دولتی سینما و تئاتر ایروان فعالیت می‌کند. 